# Dragor, Pazardjik
Dragor (în bulgară Драгор) este un sat în comuna Pazardjik, regiunea Pazardjik,  Bulgaria. 

## Demografie
Componența etnică a satului Dragor
     Turci (1,26%)
     Bulgari (53,51%)
     Romi (43,38%)
     Nicio identificare (1,61%)
     Altele (0,21%)
La recensământul din 2011, populația satului Dragor era de 1.422 locuitori. Din punct de vedere etnic, majoritatea locuitorilor (53,51%) erau bulgari, existând și minorități de romi (43,38%) și turci (1,26%). Pentru 1,61% din locuitori nu este cunoscută apartenența etnică.